# Avenue du Général-Maistre
L'avenue du Général-Maistre est une voie du 14e arrondissement de Paris, en France.

## Situation et accès
L'avenue du Général-Maistre est une voie publique située dans le 14e arrondissement de Paris. Elle débute rue Henry-de-Bournazel et se termine rue du Général-de-Maud'huy.

## Origine du nom
Elle doit son nom au général Paul Maistre (1858-1922) qui s'illustra durant la Première Guerre mondiale.

## Historique
La voie a été ouverte et a pris sa dénomination actuelle en 1934 sur l'emplacement du bastion no 78 de l'enceinte de Thiers. 